# Лица у пролазу
Лица у пролазу је друга збирка приповедака српског књижевника и партизана герилца Јована Поповића, објављена 1941. године за издавачку кућу Просветно-издавачка задруга Змај. Две приповетке из збирке су биле објављене засебно, прва прича Мариендорфска чаролија 1939. године у Војвођанском зборнику, док је последња прича Дечији леш испод Острога објављена тек 1946. године у Летопису Матице српске. Збирка се тематски наслања на делимично аутобиографске приче које је писао и у првој збирици Реда мора да буде.

## Радња
Прва прича у збирци Мариендорфска чаролија говори о Светозару, дечаку из претходне збирке, сину доктора, једином дечаку српске националности у потпуно немачком селу који је очаран ћеркама из породице Швајгер, и њиховим болесним сином албино младићем који се зове Албин. Радња приповедака је непосредно након Првог светског рата, нестанка Аустријске империје и промене  власти у Војводини.
Рента је о десет година живота дечака Маца, који је изгубио ноге након што га је прегазио воз на шинама кад је имао пет година, од те несреће, до његове смрти у петнаестој години. Његова породица узима ренту као одштету од железничке компаније, отац му одлази у рат, а он је свима сметња, и љубоморно посматра Ерну, младу жену из суседства која је удата за Јохана, лепог младића који је изгубио руку у рату.
Леда и Шука, је о расном псу Леди, и Циганину шинтеру Шуки који је присилно натеран у војску, и њиховим сличним смртима.
Срећа приповеда о апотекарским данима самог писца, и сећање на служавку Макру која ради у богатој породици, и којој је велики доживљај била чињеница да је повредила руку, јер је једна од оних жена које нико не примећује.
Друг из детињства је ауторово сећање на друга из разреда Покорног који је у школи муцао, и кога среће годинама касније као радника у једној фабрици и који зна напамет Интернационалу.
Три човека је најдужа прича у збирци и приповеда средњошколске доживљаје штребера Мирка, који је помало заљубљен у девојку Мирјану, и опчињен лепим новим ђаком Љубишом, као и њихове животе када се годинама касније поново сретну.
Последња прича Дечији леш испод Острога се једина тематски разликује од осталих прича. Прати младића Павла, Јеврејина из Бечкерека који долази у мало црногорско село испод Острога, како би посетио свог пријатеља Пунишу, горштака из тог краја, и присуствује сахрани десетогодишње девојчице Јованке, сујеверју и обичајима који владају тамо, као и нарицању снажних мушкараца и сердара током сахране девојчице.
Као и у случају прве збирке Реда мора да буде и треће збирке приповедака Истините легенде, и у овој је присутан еротизован приказ мушких ликова, Пунише, лепог ђака Љубише Врховца, Јохана али и младог телеграфисте Хофмајстера који спашава дечака коме је воз одсекао ноге, и солидан део приче описује његову голишавост након што је скинуо кошуљу, и начин на који његова лепота утиче на жене и остале присутне.